# کلوئی دآلمور
کلوئی دآلمور (انگلیسی: Chloe Dallimore؛ زادهٔ ۱ ژانویهٔ ۱۹۷۵) هنرپیشه اهل استرالیا است.
از فیلم‌ها یا برنامه‌های تلویزیونی که وی در آن نقش داشته‌است می‌توان به خوش‌قدم (انیمیشن) اشاره کرد.